# Biathlon aux Jeux olympiques de 1968
Navigation
Innsbruck 1964 Sapporo 1972
Les épreuves de biathlon aux Jeux olympiques d'hiver de 1968 ont lieu sur le site d'Autrans entre le 12 et le 15 février 1968.

## Podiums
| Épreuve          | Or                                                                                     | Argent                                                   | Bronze                                                                 |
| ---------------- | -------------------------------------------------------------------------------------- | -------------------------------------------------------- | ---------------------------------------------------------------------- |
| 20 km individuel | Magnar Solberg                                                                         | Alexandre Tikhonov                                       | Vladimir Gundartsev                                                    |
| relais 4×7,5 km  | Union soviétique Alexandre Tikhonov Nikolay Puzanov Viktor Mamatov Vladimir Gundartsev | Norvège Ola Wærhaug Olav Jordet Magnar Solberg Jon Istad | Suède Lars-Göran Arwidson Tore Eriksson Olle Petrusson Holmfrid Olsson |

## Tableau des médailles
| Rang | Nation           | Or | Argent | Bronze | Total |
| ---- | ---------------- | -- | ------ | ------ | ----- |
| 1er  | Union soviétique | 1  | 1      | 1      | 3     |
| 2e   | Norvège          | 1  | 1      | 0      | 2     |
| 3e   | Suède            | 0  | 0      | 1      | 1     |